# خيرمان سنتوريون
خيرمان سنتوريون (بالإسبانية: Germán Centurión) هو مدرب كرة قدم ولاعب كرة قدم باراغواياني في مركز الدفاع، ولد في 5 مايو 1980 في كونسيبسيون في باراغواي. لعب مع أرجنتينوس جونيورز وأوليمبيا أسونسيون وإنديبنديينتي سانتا في وديبورتيفو باستو وذي سترونغيست وكيلمس ونادي ألماجرو ونادي سان لورينزو ونادي غواراني ونادي يونيفرسيتاريو.

## وصلات خارجية
- خيرمان سنتوريون على موقع قاعدة بيانات كرة القدم.إي يو (الإنجليزية)
- خيرمان سنتوريون على موقع Soccerway.com (الإنجليزية)